# Michi Goto
Michi Goto (後藤 三知, Gotō Michi, Suzuka, 27 juli 1990) is een Japans voetbalster die als aanvaller speelt bij Eibar.

## Carrière

### Clubcarrière
Goto begon haar carrière in 2009 bij Urawa Reds. Met deze club werd zij in 2009 en 2014 kampioen van Japan. In 2014 werd zij uitgeroepen tot speler van het jaar. Daarna speelde zij bij Mariño (2016–2017), Real Sociedad (2017–2018) en Eibar (2018–). 

### Interlandcarrière
Goto maakte op 7 maart 2008 haar debuut in het Japans vrouwenvoetbalelftal tijdens een wedstrijd om de Cyprus Women's Cup 2008 tegen Canada.
Zij nam met het Japans elftal O20 deel aan het WK onder 20 in 2008 en 2010.
Zij nam met het Japans elftal deel aan het Aziatisch kampioenschap 2014. Daar stond zij in drie wedstrijden van Japan opgesteld. Japan behaalde goud op het Aziatisch kampioenschap. Ze heeft zeven interlands voor het Japanse vrouwenelftal gespeeld en scoorde daarin twee keer.

## Statistieken
| Japans vrouwenvoetbalelftal | Japans vrouwenvoetbalelftal | Japans vrouwenvoetbalelftal |
| Jaar                        | Wed.                        | Dlp.                        |
| --------------------------- | --------------------------- | --------------------------- |
| 2008                        | 2                           | 2                           |
| 2009                        | 0                           | 0                           |
| 2010                        | 0                           | 0                           |
| 2011                        | 0                           | 0                           |
| 2012                        | 0                           | 0                           |
| 2013                        | 1                           | 0                           |
| 2014                        | 4                           | 0                           |
| Totaal                      | 7                           | 2                           |